# Ivan XXIII.
Sveti Ivan XXIII. (lat. Sanctus Ioannes PP. XXIII.; Sotto il Monte kod Bergama, 25. studenog 1881. – Rim, 3. lipnja 1963.), rođen kao Angelo Giuseppe Roncalli, 261. poglavar Katoličke Crkve, papa od 28. listopada 1958. do smrti 1963. Papa Franjo proglasio ga je svetim 27. travnja 2014. godine, zajedno s Ivanom Pavlom II. Poznat je kao Papa Dobri (Dobri Papa) i Ivan Dobri.

## Raniji život
Angelo Giuseppe Roncalli rodio se 25. studenog 1881. u malom planinskom selu Sotto il Monte kod Bergama, u seljačkoj obitelji. Angelo je bio četvrto dijete od trinaestero djece, koliko su ih imali njegovi roditelji Giovanni Battista Roncalli i Marianna, rođena Mazzola. U desetoj godini osjetio je poziv da služi Bogu, te odlazi u sjemenište u Bergamu. Nakon sjemeništa prelazi na Institut sv. Apolinara u Rimu, gdje je 10. kolovoza 1904. zaređen za svećenika. U međuvremenu od 30. studenog 1901. do 30. studenog 1902. služi vojni rok u 73. pješačkoj pukovniji brigade Lombardija.
Nakon zaređenja Roncalli se vraća kući i u Bergamu ga za tajnika uzima biskup Giacomo Radini-Tedeschi (1859. – 1914.), te predaje crkvenu povijest na sjemeništu. Godine 1914. biskup Radini-Tedeschi umire, a Roncalli je regrutiran u Prvom svjetskom ratu kao sanitetski podnarednik, a zatim kao vojni kapelan. Papa Benedikt XV. postavlja ga 1920. za predsjednika misijskoga apostolata za Italiju (Consiglio cetrale dell'Opera della Propagazione della Fede). Svoje slobodno vrijeme je posvetio pisanju o svetom Karlu Boromejskom (Carlo Borromeo, 1538. – 1584.), kojega je neobično cijenio. Radeći na tome u milanskoj knjižnici "Ambrosiana", upoznao je kardinala Achillea Rattija (1857. – 1939.). Kada je kardinal Ratti postao papa Pio XI., upućuje Roncallija u diplomatsku službu. Papa ga imenuje biskupom 19. ožujka 1925. i šalje za Apostolskoga vizitatora u Bugarskoj. U studenom 1934. Sveta Stolica ga promiče u službu za Apostolskog delegata u Turskoj i Grčkoj. Već tada se zauzimao za približavanje ostalim kršćanima, posebno „pravoslavnoj braći”. Za vrijeme Drugoga svjetskog rata pomogao je mnogim Židovima koji su bježali od progona. Papa Pio XII. postavlja ga 1. siječnja 1945. godine za nuncija u tek oslobođenom Parizu. Osam godina kasnije 15. siječnja 1953. papa Pio XII. imenuje ga kardinalom, a potom i patrijarhom Venecije. Tom prilikom kardinal Roncalli je rekao: „Dolazim iz poniznosti i odgojen sam u zadovoljnom i blagoslovljenom siromaštvu. Providnost me odvela iz moga rodnog mjesta. Upoznala me s različitim narodima, religijama, ideologijama. Mene je uvijek više zanimalo ono što nam je zajedničko, nego ono što nas dijeli”. Za kardinala Roncallija to je trebao biti častan umirovljenički položaj.

## Izbor za papu
U listopadu 1958. umire papa Pio XII. i kardinal Roncalli odlazi na konklave u Rim. Na konklavama sudjeluje pedeset jedan kardinal. Njegovo ime se spominje kao jedno od mogućih nasljednika pape Pacellija, ali na njega nitko ozbiljno ne računa.
Bile su to neizvjesne konklave. Poslije je Papa običavao govoriti: „Naša su imena skakutala unutra-van, kao slanutak u zdjeli.” I napokon, 28. listopada 1958., nakon jedanaest krugova glasovanja i s trideset osam glasova, izabran je za nasljednika svetog Petra. Upitan koje će ime uzeti kao papa, odgovorio je: „Zvat ću se Ivan - (Ioannes Vocabor), po uzoru na svoga oca, na Ivana Krstitelja i Ivana Apostola”. Bilo je to prvo od iznenađenja koje će uslijediti. 

## Pontifikat
Papa Ivan XXIII. vjerojatno je jedini papa u povijesti Crkve koji je vodio dnevnik. Nakon svoga izbora u njega je zapisao: „...To je poput sna, a opet će sve dok ne umrem biti dostojanstvena stvarnost moga života. Klicalo mi je tristo tisuća ljudi. U svjetlosti reflektora bio sam samo bezlična masa”. Njegov izbor dočekan je s velikim iznenađenjem. Novi papa imao je 77 godina i bio je relativno nepoznat široj javnosti. Uzevši u obzir broj krugova glasovanja u konklavama i njegovu dob, svi su mislili da je izabran kompromisom kao prijelazno rješenje. No, pokazalo se da su se prevarili. Od samoga početka svoga pontifikata papa Ivan XXIII. unosi velike promjene u Vatikanu. Papa se spušta među ljude i svima želi biti blizu. Treći kat Apostolske palače intimno je područje pape. Ivan je pustio kamere u svoje odaje. Takvo se što do tada još nije dogodilo, i nisu svi bili time oduševljeni. To je bila potpuna promjena imidža, od aristokratskog, hijerarhijskog Pija, do Pape koji se volio nazivati seljakom. Svima je želio biti dobar pastir. Papa iste godine saziva konsistorij i imenuje dvadeset tri nova kardinala iz cijeloga svijeta, čime je znatno povećao Kardinalski zbor. Samo tri mjeseca nakon svojega izbora, Papa 25. siječnja 1959. godine okupljenim kardinalima u Bazilici sv. Pavla izvan Zidina objavljuje svoju odluku o sazivanju Drugoga vatikanskoga sabora. Ta objava zaprepastila je nazočne kardinale. Dapače, sazivanje koncila iznenadilo je sve u svijetu. Svi su nešto očekivali od Pape, ali ne to. Papa je želio provesti obnovu Crkve u odnosu na svijet i dati joj načina da vodi dijalog sa svim ljudima, nevjernicima ili vjernicima drugih vjera ili drugih vjeroispovijesti, te tražiti jedinstvo Rimske crkve s Istočnim crkvama. Papa uvodi krilaticu „aggiornamento”, tj. posadašnjenje Crkve. Svojim biskupima je rekao: „Crkva nije muzej koji treba čuvati, nego vrt koji treba obrađivati... Otresimo prašinu koja se nakupila na prijestolju sv. Petra”. Svim kršćanima je poručio: „Tražimo ono što nas povezuje, a ne ono što nas dijeli”.  Kada je opao prvi šok s oduševljenjem su otpočete pripreme za Koncil. Među kardinalima i biskupima bila je nekolicina koji su se protivili Koncilu, navodeći da se time zadire u baštinu Crkve. 
U kolovozu 1961. izbija međunarodna kriza u Berlinu, gdje su Sovjeti započeli graditi Berlinski zid, kako bi spriječili sve učestalije prebjege građana s Istoka na Zapad. Papa je bio jako zabrinut i pitao se zar je moguće da će zbog jednog grada ponovno izbiti rat. Nikita Hruščov također nije želio rat, ali je prijetio njime. Tad se dogodilo nešto do tada nezamislivo. Papa se u Castel Gandolfu, preko Radio Vatikana obratio Sovjetima i saveznicima. U svom apelu Papa ih preklinje na očuvanje mira. Hruščov odgovara i u Pravdi hvali Papin apel, te šest tjedana kasnije, na opće iznenađenje, iz Moskve stiže brzojav s čestitkom u povodu Papinoga osamdesetoga rođendana. Kriza je okončana zahvaljujući Papi. Nekoliko dana prije početka Koncila Papa prvi puta napušta Rim i odlazi na hodočašće u Loreto i Assisi s nakanom za uspjeh koncila. Početak Drugoga vatikanskoga koncila 11. listopada 1962. putem Eurovizije pratio je cijeli svijet. U svečanoj povorci u Baziliku sv. Petra, koja je bila posebno uređena za tu prigodu, donijeli su Papu na nosiljci, ispred kojeg je išla procesija od 2540 crkvenih otaca (kardinala, biskupa, teologa) koji su imali pravo glasa. Među pozvanim gostima bili su prisutni i izaslanici osamnaest nekatoličkih crkava. Taj dan završio je Papinim znamenitim govorom. Na Trgu sv. Petra okupilo se više stotina tisuća ljudi sa svijećama. Papa im je poručio: "Draga moja djeco, čujem vaše glasove. Moj je glas samo jedan, ali u njemu su glasovi cijeloga svijeta. Cijeli je svijet došao ovamo. Možemo reći da je i Mjesec večeras želio biti svjedok toga događaja. U cijeloj svojoj povijesti Bazilika sv. Petra nikad nije vidjela ništa slično. Ja nisam važan. Govorim vam kao brat koji je po volji našega Gospodina, postao otac. Ali sve to zajedno, očinstvo i bratstvo i milost Božja neka odaju počast ovoj večeri. I svoje osjećaje uvijek izražavajmo kao sada, pred Nebom i Zemljom. Vjerom, nadom i milosrđem, ljubavlju prema Bogu i svojoj braći. I da svi, u svetome miru Gospodinovu,  činimo dobra djela. Kada dođete svojim domovima, naći ćete svoju djecu. Zagrlite ih i recite im da je to od Pape. Možda ćete morati otrti poneku suzu. Recite lijepu riječ. Papa je s nama. Osobito u doba tuge i gorčine". Samo nekoliko dana prije početka koncila Papa je doznao da boluje od raka želudca, ali nije želio da se to sazna, kako ta vijest ne bi pokvarila radost koja je vladala zbog početka koncila. 

Pred kraj listopada iste godine ponovo izbija međunarodna kriza, ovoga puta oko Kube. Svijet se našao na rubu Trećega svjetskoga rata. Papa ponovo, u jeku krize, preko Radio Vatikana 25. listopada 1962. upućuje na francuskomu jeziku apel u ime cijeloga svijeta („svim ljudima dobre volje”) za svjetski mir, u kojemu je istaknuo:
»Crkvi je više od svega na srcu mir i bratstvo među ljudima; i onda djeluje nikada se ne umarajući da bi učvrstila ta dobra. U tom smislu podsjetili smo na teške dužnosti onih koji snose odgovornost moći. Danas objavljujemo taj žalosni poziv i molimo državne poglavare da ne budu neosjetljivi na taj vapaj čovječanstva. Neka učine sve u njihovoj moći da bi očuvali mir. Tako će svijet očuvati od užasa rata čije zastrašujuće posljedice nitko ne može predvidjeti...« Nakon govora, američki predsjednik John Fitzgerald Kennedy obećao je kako SAD ne će napasti Kubu, a sovjetski su se brodovi okrenuli. Papa u svom dnevniku tih dana navodi američkoga novinara Normana Cousinsa: „'Kišni je Božić', ali je vedar 'politički i međunarodni obzir' koji se 'od prije nekoliko dana... podosta popravio u smislu svjetskoga mira'”. Navedeni novinar bio je posrednik u razmjeni božićnih čestitki između Pape i Hruščova nakon okončanja Kubanske krize. Čestitku je prvi poslao Hruščov: „Vašoj Svetosti Papi Ivanu XXIII. U prigodi svetih dana Božića. Molim Vas da primite čestitke od čovjeka koji Vam želi dobro zdravlje i snagu za Vaša trajna nastojanja za mir i za sreću i blagostanje čitavoga čovječanstva”. Papa je uzvratio: „Živo hvala na ljubaznoj čestitarskoj poruci. Uzvraćam od srca riječima koje su nam došle odozgor: mir na zemlji ljudima dobre volje.”
Šest mjeseci kasnije 11. travnja 1963. Papa objavljuje encikliku Pacem in terris (Mir na Zemlji), u kojoj se obraća cijelom ljudskom rodu žarko pozivajući za svjetski mir, nasuprot prijetećoj nuklearnoj katastrofi, i govori kako temelj svjetskog mira mora proisteći iz prepoznavanja prava i dužnosti. Osuđuje marksističku ideologiju i aspiracije komunističkoga režima, ali se zalaže za otvorenije odnose između Svete Stolice i Istoka. Bila je to uopće prva enciklika u kojoj poglavar Katoličke Crkve govori o općem ljudskom pitanju – miru, a ne o vjerskoj temi. Bila je to svojevrsna njegova oporuka. Sve su se češće čule glasine kako je Papa teško bolestan i kako neće još dugo živjeti. Papa je na te glasine rekao: „Moj je kovčežić spakiran. Ja sam spreman.”

## Papina smrt
Papa Ivan XXIII. posljednji puta se pojavio u javnosti 11. svibnja 1963., kada mu je talijanski predsjednik Antonio Segni dodijelio nagradu za mir "Balzam". Dva tjedna kasnije Papa je pretrpio izljev krvi u mozak, a bolest je uzela maha. U petak 31. svibnja liječnici su se predali. Bilo je očito da se rak više nije mogao pobijediti. Na Trgu sv. Petra ljudi su molili i iščekivali. Tih dana Papa je rekao svojim suradnicima: "Moje se vrijeme na Zemlji završava. Ali Krist živi i Crkva nastavlja svoje djelo. Duše, duše, Ut omnes unum sint (da sve budu jedno)". Papine posljednje misli su se ticale i njegovih protivnika: "Ako sam koga povrijedio molim ga za oprost. Ako je tko bio nezadovoljan mojim stajalištima i mojim djelima, molim ga za strpljivost prema meni. U svojim sam posljednjim satima miran i siguran da me moj Bog neće odbiti u svojoj milosti".  Papa Ivan XXIII. umro je na Duhovski ponedjeljak 3. lipnja 1963. u 19.49 u osamdesetdrugoj godini života. Ni jedan papa do tada nije bio tako voljen, ni jedan tako obožavan. Još za života vjernici su ga nazvali Dobri papa. I danas mnogi pamte Papine riječi: "Život je hodočašće. Mi smo načinjeni od neba. Ovdje zastajemo kratko vrijeme, a onda nastavljamo putovanje". Pokopan je u kripti Bazilike sv. Petra. Papa Ivan Pavao II. 2000. proglasio ga je blaženim, a papa Franjo 27. travnja 2014. svecem. Njegovo tijelo je preneseno u Baziliku sv. Petra, gdje je i danas izloženo pogledima hodočasnika. Crkva je odstupila od uobičajene prakse da se spomen blaženika i svetaca slavi na dan njihove smrti, te je kao datum za slavlje svetog Ivana XXIII. odredila dan kada je ovaj papa otvorio rad Drugoga vatikanskoga koncila, kako bi i time naznačila koliko je značenje odvažnosti ovog sveca.

## Deset svakodnevnih načela
Deset načela za svaki dan koja se pripisuju papi Ivanu XXIII.
1. Samo za danas ću se truditi doživjeti dan, ne želeći odjedanput riješiti problem mojega života.
2. Samo za danas ću voditi najveću brigu (posvetiti najviše pažnje) o svom nastupu. Nikoga neću kritizirati, štoviše, neću za tim težiti da druge ispravljam ili pak poboljšavam. Jedino sebe.
3. Samo za danas ću biti sretan u svijesti kako sam stvoren za sreću. Ne samo za onaj, nego i za ovaj svijet.
4. Samo za danas ću se prilagoditi okolnostima, ne zahtijevajući da se okolnosti prilagode k meni i mojim željama.
5. Samo za danas ću deset minuta svojega vremena posvetiti k dobroj lektiri. Kao što je hrana nužna za život tijela, tako je lektira nužna za život duše.
6. Samo za danas ću učiniti dobro djelo. I neću to nikome pripovijedit.
7. Samo za danas ću učiniti nešto, za što nemam volje da učinim. Ako se budem u svojim mislima osjećao povrijeđenim, brinut ću se da to nitko ne primjeti.
8. Samo za danas ću izraditi određen raspored. Možda se neću držati toga rasporeda, ali sastavit ću ga. I čuvat ću se dviju zala: od velike žurbe i neodlučnosti.
9. Samo za danas ću čvrsto vjerovati – sve ako bi okolnosti pokazivale suprotno- kako se dobrostiva providnost Božja za mene briga, kao da ne postoji nitko drugi na svijetu.
10. Samo za danas se neću bojati. Naročito se neću bojati, radovati se svemu, što je lijepo i neću se bojati vjerovati u Dobrotu.

## Vanjske poveznice
|  | Zajednički poslužitelj ima još gradiva o temi Ivan XXIII. |
|  | Wikicitati imaju zbirke citata o temi Ivan XXIII.         |